# (90482) Orkus
(90482) Orkus (2004 DW) – duża planetoida transneptunowa z Pasa Kuipera, obiekt typu plutonek. Prawdopodobnie w przyszłości zostanie ona zaliczona do grona planet karłowatych.

## Odkrycie
Planetoida została odkryta 17 lutego 2004 w Obserwatorium Palomar przez Mike’a Browna, Chada Trujillo i Davida Rabinowitza przy pomocy Teleskopu Samuela Oschina. Otrzymała ona najpierw oznaczenie prowizoryczne 2004 DW. Obiekt ten został później odnaleziony na wykonanych wcześniej zdjęciach, pochodzących nawet z 8 listopada 1951.
Nazwa obiektu pochodzi od Orkusa, boga zmarłych z mitologii rzymskiej.

## Orbita
Orbita (90482) Orkusa nachylona jest do płaszczyzny ekliptyki pod kątem 20,56°. Ma ona podobny kształt do orbity Plutona, ale jest inaczej zorientowana w przestrzeni. Na jeden obieg wokół Słońca ciało to potrzebuje ok. 246 lat, krążąc w średniej odległości 39,3 j.a. od Słońca. Orkus znajduje się w rezonansie orbitalnym 3:2 z Neptunem (czyli jest to plutonek).

## Właściwości fizyczne
Obserwacje w dalekiej podczerwieni, przeprowadzone w 2007 roku przez Kosmiczny Teleskop Spitzera, pozwoliły stwierdzić, że Orkus ma średnicę 946,3 +74,1−72,3 km. Jego albedo wynosi 0,20, a jasność absolutna to ok. 2,17m. Średnia temperatura jego powierzchni szacowana jest na mniej niż 44 K.
Na powierzchni Orkusa stwierdzono za pomocą badań spektroskopowych obecność związków organicznych i lodu wodnego. Powierzchnia ma neutralną barwę.

## Księżyc planetoidy
W 2005 roku odkryto towarzysza Orkusa, który oznaczony został prowizorycznie S/2005 (90482) 1. Jego średnica szacowana jest na 443 ± 10 km. Obiega on Orkusa w czasie ok. 9,53915 dni w odległości ok. 9000 km. Przypuszcza się, że jest to raczej przechwycona planetoida, niż fragment wybity przez kolizję.
W 2009 roku nadano mu nazwę Vanth, pochodzącą z mitologii etruskiej.